# Andriej Pietrow
Andriej Pawłowicz Pietrow (ros. Aндрей Павлович Петров; ur. 2 września 1930 w Leningradzie, zm. 15 lutego 2006 w Sankt Petersburgu) – radziecki i rosyjski kompozytor, autor oper, baletów, utworów symfonicznych, koncertów instrumentalnych, muzyki pop, piosenek i muzyki do wielu spektakli teatralnych i filmów. Ludowy Artysta ZSRR (1980), Ludowy Artysta RFSRR (1976).

## Życiorys
Urodził się 2 września 1930 w Leningradzie jako syn Pawła Patonowicza, chirurga, i Wauliny Olgi Pietrownej – artystki malarki.
W czasie II wojny światowej rodzina Pietrowów została ewakuowana na Syberię. Tam przyszły kompozytor zainteresował się literaturą, pisywał opowiadania, tworzył do nich ilustracje, rozpoczął też pisanie powieści.
W 1944 powrócił do Leningradu. Według słów samego Andrieja Pietrowa, postanowił on zostać kompozytorem pod wpływem wrażenia, jakie wywarł na nim film o Johannie Straussie Wielki walc.
Pietrow ukończył Konserwatorium Petersburskie. Był uczniem Oresta Jewłachowa. Żona – Natalia Jefimowa dziennikarka. Córka – Olga, kompozytor, jest współautorką niektórych utworów Andrieja.
Od 1964 Andriej Pietrowicz stał na czele Związku Kompozytorów Leningradu-Sankt Petersburga. Zasiadał w jury konkursu głównego na 34. MFF w Cannes (1981).
Zmarł 15 lutego 2006. Spoczywa na Cmentarzu Wołkowskim, na Literackich Mostkach.

## Twórczość
Twórczość Andrieja Pietrowa obejmuje szerokie spektrum gatunków. Kompozytor tworzył zarówno muzykę filmową, muzykę do spektakli teatralnych, muzykę do pieśni i romansów, jak też opery, balety, symfonie i koncerty instrumentalne. Jest autorem wielu piosenek z gatunku pop.
Początek jego kariery kompozytorskiej, zresztą bardzo udany, to poemat symfoniczny Radda i Łojko (Радда и Лойко), wykonany w Sali Wielkiej Filharmonii Leningradzkiej. Nieco później na deskach Teatru Opery i Baletu im. Kirowa wystawiono balet Brzeg nadziei (Берег надежды). W tymże teatrze miały miejsce premiery wszystkich większych muzyczno-scenicznych dzieł kompozytora.
Następnie jego zainteresowania skupiły się na muzyce filmowej i pieśni. W ciągu stosunkowo niedługiego czasu Andriej Pietrow stał się uznanym mistrzem tych gatunków, a stworzona przezeń oprawa do filmów: Człowiek-amfibia (Человек-амфибия), Chodząc po Moskwie (Я шагаю по Москве), Złodziej samochodów (Берегись автомобиля), Błękitne miasta (Голубые города), Piosenka o przyjacielu (Песня о друге) przyniosły mu wielką popularność.
W 1967 wystawiono jego operetkę Chcemy tańczyć (Мы хотим танцевать). Później powstały, niektóre tworzone wraz z córką Olgą musicale: Kapitańska córka oraz Niebieski ptak (dla Konserwatorium w Bostonie). Wielkie uznanie przyniosły Pietrowowi utwory pisane dla teatru muzycznego, przede wszystkim balet Stworzenie świata (Сотворение мира), skomponowany na kanwie rysunków J. Effela. Balet ten był wystawiany na dziesiątkach scen rosyjskich i zagranicznych, a jego fragmenty zebrane przez kompozytora w suity, weszły do stałego filharmonicznego repertuaru.
Andriej Pietrow stosunkowo późno zainteresował się w swojej twórczości muzyką operową. W roku 1975 napisał operę Piotr I (Пётр Первый). Następnie powstały balet Puszkin i opera baśniowa Majakowski się zaczyna. Te trzy dzieła tworzą cykl muzyczno-sceniczny, poświęcony wielkim Rosjanom.
Dzieła symfoniczne: Koncert skrzypcowy, symfonia fantastyczna Mistrz i Małgorzata (symfonia Pietrowa) (Мастер и Маргарита), koncert fortepianowy; pieśni, muzyka do filmów Biurowy romans  (Служебный роман), Jesienny maraton (Осенний марафон) i in. przyczyniły się do dalszego wzrostu popularności kompozytora.
Pomimo wielkiej różnorodności gatunków jakim poświęcał się Pietrow, jego muzyka jest łatwo rozpoznawalna. Dzięki lekkiej linii melodycznej i jednoczenie dużej sile wyrazu stanowi pewną organiczną całość. Kompozytor realizując swoje śmiałe muzyczne wizje, zachowywał jednocześnie równowagę między muzyką nowoczesną i tradycyjną, w ten sposób że jego dzieła są przystępne dla szerokiego kręgu melomanów.

## Wybrana muzyka filmowa
- 1961: Diabeł morski
- 1963: Chodząc po Moskwie
- 1966: Złodziej samochodów
- 1968: Zakręt szczęścia
- 1971: Na rabunek
- 1976: Błękitny ptak
- 1977: Biurowy romans
- 1977: Biały Bim Czarne Ucho
- 1979: Jesienny maraton
- 1979: Garaż
- 1982: Dworzec dla dwojga
- 1984: Gorzki romans
- 1987: Zapomniana melodia na flet
- 1991: Obiecane niebiosa
- 1993: Wróżba
- 1996: Cześć, pajace!
- 2000: Stare klacze
- 2003: Klucz od sypialni

## Nagrody i odznaczenia
- Nagroda Państwowa ZSRR (dwukrotnie, 1967 i 1976)
- Państwowa Nagroda Federacji Rosyjskiej (1995)
- Order „Za zasługi dla Ojczyzny” III klasy (2 września 2005)
- Order „Za zasługi dla Ojczyzny” IV klasy (29 sierpnia 2000)
- Order Czerwonego Sztandaru Pracy (1967)
- Medal „Za pracowniczą wybitność” (1957)

I inne.